# Bagrax

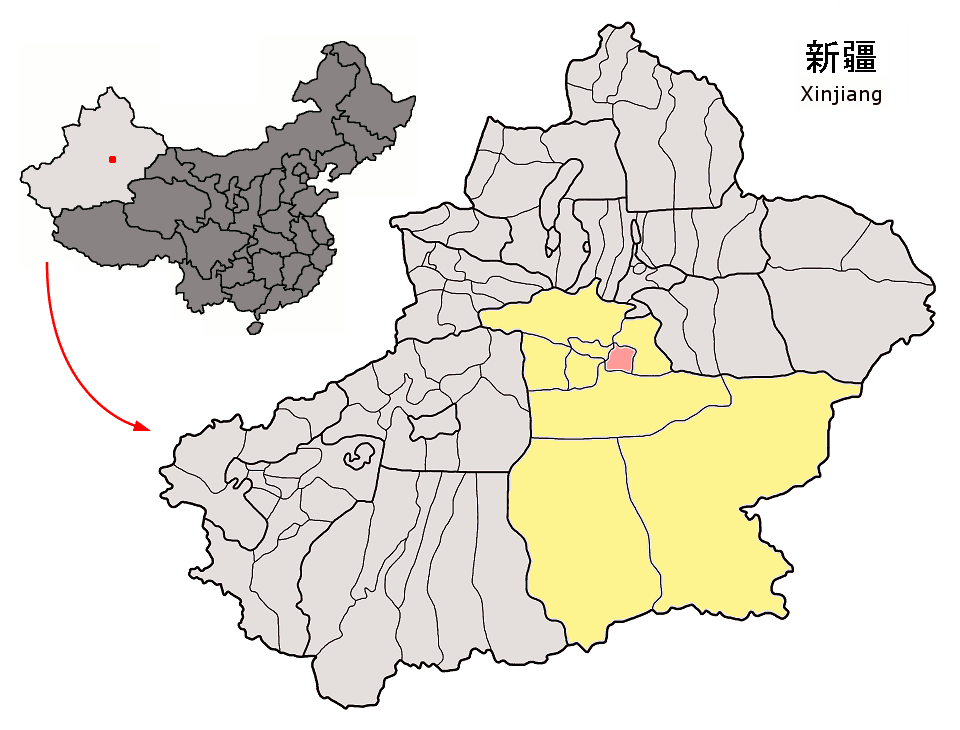
Lage von Bagrax (rosa) in Bayingolin (gelb)

Bagrax, auch: Bohu (chinesisch 博湖县, Pinyin Bóhú Xiàn, uigurisch باغراش ناھىيىسى Baƣrax Naⱨiyisi), ist ein Kreis des Mongolischen Autonomen Bezirks Bayingolin im Uigurischen Autonomen Gebiet Xinjiang der Volksrepublik China. Die Fläche beträgt 3.597 Quadratkilometer und die Einwohnerzahl 54.788 (Stand: Zensus 2010). 1999 zählte der Kreis 55.065 Einwohner. Sein Hauptort ist die Großgemeinde Bohu (博湖鎮).